# Shuibosi
Shuibosi (chinesisch 水泊寺乡, Pinyin Shuǐbósì Xiāng) ist eine Gemeinde im Norden der chinesischen Provinz Shanxi. Sie gehört administrativ zum Stadtbezirk Pingcheng der bezirksfreien Stadt Datong. Sie verwaltet ein Territorium von 60 km² und hatte im Jahr 2000 eine Bevölkerung von 45.325 Personen in 11.319 Haushalten.
Das Relief von Shuibosi ist eben und verfügt über genügend Wasser und fruchtbare Böden für die Landwirtschaft. Es werden vor allem Gemüse und Getreide angebaut. Neben der Landwirtschaft spielen der Abbau und die Verarbeitung von Kohle, die Herstellung von Baumaterialien und die Verarbeitung landwirtschaftlicher Produkt eine große Rolle.
Per 2017 unterstanden der Gemeinde Shuibosi 25 Dörfer.